# 錫安之友博物館

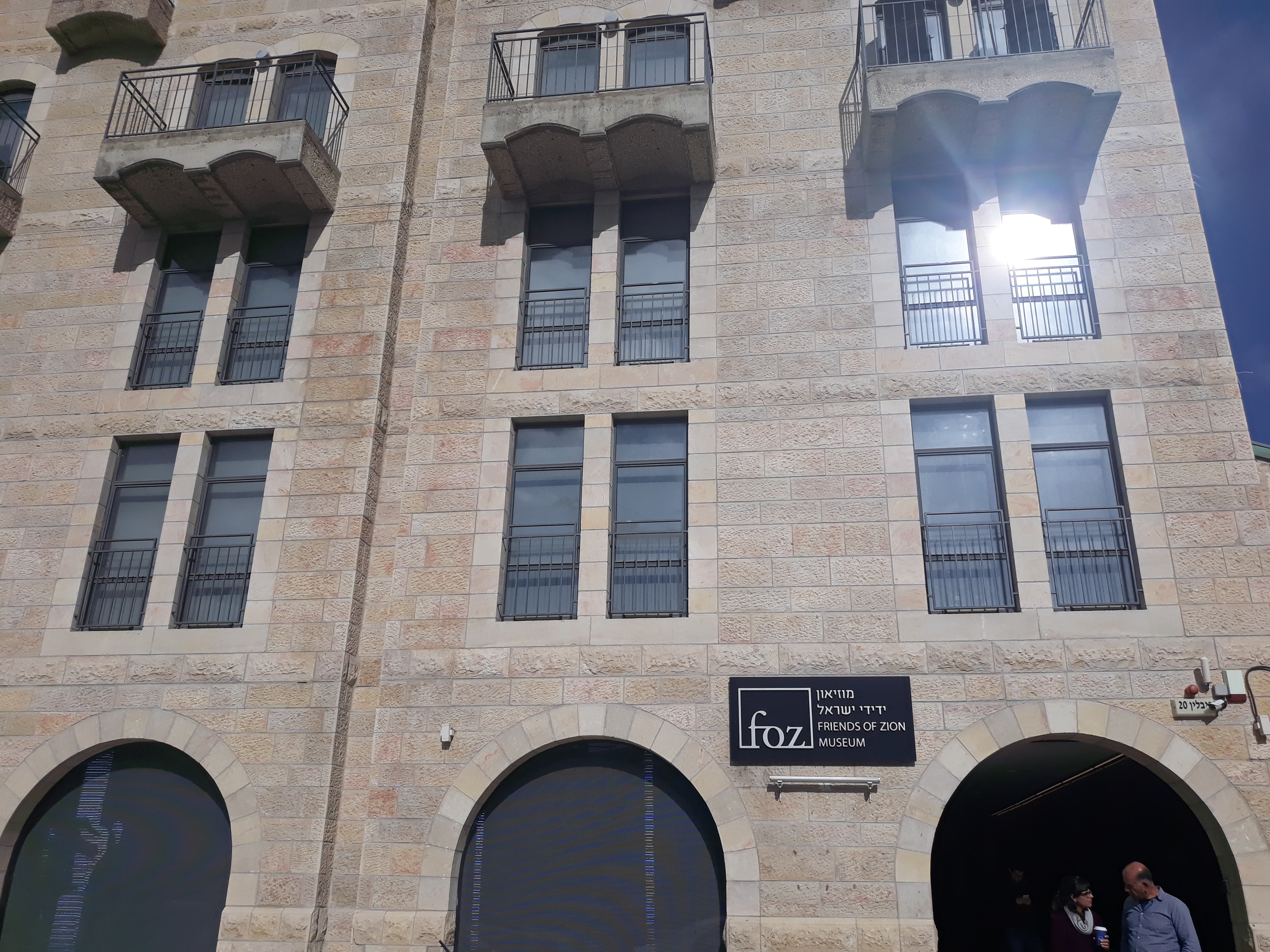
錫安之友博物館

錫安之友博物館是以色列耶路撒冷的一座博物館，紀念感謝非猶太人的錫安主義者以及他們對以色列的貢獻。博物館開業於2015年4月，被认为是是以色列的第一家智能博物馆。博物館的創建者是美國基督教福音主義者Mike Evans。

## 外部連結
- Museums website （页面存档备份，存于）
- Museum page on GoIsrael （页面存档备份，存于）  -Ministry of Tourism

1. ↑  . MikeEvansMuseum.org/.   [2015-02-10]. （原始内容存档于2020-12-05）.